# Cortes de la Frontera
Cortes de la Frontera is een gemeente in de Spaanse provincie Málaga in de regio Andalusië met een oppervlakte van 176 km². In 2007 telde Cortes de la Frontera 3738 inwoners.